# آلوین درو
آلوین درو (به انگلیسی: Alvin Drew) فضانورد اهل کشور ایالات متحده آمریکا است که در ۵ نوامبر ۱۹۶۲ میلادی در واشینگتن، دی. سی. زاده شد. وی در مأموریت اس‌تی‌اس-۱۱۸، اس‌تی‌اس-۱۳۳ حضور داشته است.